# Sargus thoracicus
Sargus thoracicus är en tvåvingeart som beskrevs av Macquart 1834. Sargus thoracicus ingår i släktet Sargus och familjen vapenflugor. Inga underarter finns listade i Catalogue of Life.